# Eurville-Bienville
Eurville-Bienville è un comune francese di 2 079 abitanti situato nel dipartimento dell'Alta Marna nella regione del Grand Est.

## Società

### Evoluzione demografica
Abitanti censiti